# Cefeprozil
Cefeprozil é uma substância utilizada como medicamento pertencente ao grupo e sub-grupos:
- Medicamentos Anti-infecciosos
  - Antibacterianos
    - Cefalosporinas
      - Cefalosporinas de 2ª. Geração

Trata-se de uma cefalosporina de 2ª geração. Como todas as cefalosporinas é um antibiótico beta lactâmico.

## Indicações
A Cefeprozil está indicada nas infecções provocadas por microrganismos gram + e gram - susceptíveis, como por exemplo infecções urinárias, faringites, sinusites, infecções respiratórias, infecções da pele e tecidos moles, otite média e amigdalites.
Não têm actividade sobre  enterococos e estafilococos resistentes à meticilina e Pseudomonas aeruginosa.

## Reacções adversas
- Aparelho digestivo – náuseas, vómitos e diarreia sobretudo com doses elevadas.
- Sangue – eosinofilia, agranulocitose e trombocitopenia ocorrem raramente.
- Fígado - alterações das enzimas hepáticas e icterícia colestática (raro).
- hipersensibilidade - pode provocar reacções de hipersensibilidade caracterizadas geralmente por erupções cutâneas, urticária, prurido, artralgias e por vezes, embora raramente, reacções anafilácticas.

Nota: Cerca de 10% dos doentes com hipersensibilidade às penicilinas desenvolvem
também reacções de hipersensibilidade às cefalosporinas.
- Hemorragias - as cefalosporinas que na sua fórmula molecular contêm o  grupo químico  tetrazoltiometil aumentam o risco de desenvolvimento de efeitos hemorrágicos (hipoprotrombinemia) e reacções tipo dissulfiram.

## Contra indicações e precauções
- em doentes com história de  hipersensibilidade às penicilinas.
- em doentes com [insuficiência renal, deve ser reduzida a posologia.

## Interacções
Não deve ser administrada concomitantemente com probenecida porque esta substância inibe competitivamente a secreção tubular das cefalosporinas, podendo causar um aumento significativo das suas concentrações séricas.

## Farmacocinética
- A presença de comida não afecta a absorção de Cefeprozil.
- Cerca de 90% a 95% de Cefeprozil é absorvida no trato gastro-intestinal.
- A Cefeprozil pode ser eliminada em parte através de hemodiálise.
- A Cefeprozil tem uma semivida de uma hora a uma hora e quinze minutos, excepto quando existe insuficiência renal, podendo nestes caso ir até seis horas. Quando a  clearance de creatinina é inferior a 30 ml por minuto, só se deve administrar metade da dose habitual.
- 523 mg de cefeprozil monohidrato, correspondem em acção farmacológica a 500 mg de cefeprozil anidro.
- Cerca de 35% a 45% de cefeprozil liga-se às proteínas plasmáticas.

## Excreção
A Cefeprozil é eliminada pela urina. (Cerca de 60% sobre a forma intacta de Cefeprozil)

## Classificação
- MSRM
- ATC - J01DA41
- CAS -
  - Cefeprozil monohidrato - 121123-17-9
  - Cefeprozil anidro - 92665-29-7

## Fórmula molecular
C18H19N3O5S, H2O

## Nomes comerciais
| NOME DO MEDICAMENTO | PAÍSES ONDE É COMERCIALIZADO                                                                      |
| Arzimol             | Espanha                                                                                           |
| Brisoral            | Espanha                                                                                           |
| Cefzil              | Brasil, Canadá, Estados Unidos, Hungria, Inglaterra                                               |
| Cronocef            | Itália                                                                                            |
| Procef              | Áustria, Chile, Grécia, Hong Kong, Itália, Malásia, México, Portugal, Singapura, Suíça, Tailândia |
| Radacef             | Portugal                                                                                          |
| Rozicel             | Itália                                                                                            |